# Hippolyt von Turno
Hippolyt Andreas Kasimir von Turno (* 30. November 1828 in Objezierze (Oberau); † 13. März 1897 ebenda) war ein Rittergutsbesitzer und Reichstagsabgeordneter.
Turno entstammt der neumärkischen Uradelsfamilie von Tornow, ersterwähnt 1217, und gehörte genealogisch der Familienlinie II an, die sich bis heute Turno nennt.
Er besuchte das Köllnische Gymnasium in Berlin und die Bergakademie Freiberg im Königreich Sachsen. Nach einem Aufenthalt in Paris wurde er Landwirt. Turno besaß die die Herrschaft Objezierze mit den Rittergütern Objezierze, Nieczajna, Zulin und Pacholewo (alle im Kreis Obornik). 1863 wurde er kurzzeitig auf seinem Gut verhaftet und nach Berlin gebracht. Hintergrund war u. a. die Eigentumskonfiszierung des polnischen Grafen Johann von Dzialynski, der schon im Pariser Exil lebte. 1864 fand ein großer Prozess statt. Graf Dzialynski wurde dann 1870 amnestiert.
1865 heiratete er die Gräfin Marie von Skörzewski (* 20. Juni 1840; † 29. Oktober 1896 in Objezierze), jüngste Tochter der Emilie von Grabowska († 1875) und des Gutsherrn einer Herrschaft mit mehreren Gütern, Helidor von Skörzewski. Marie und Hippolyt hatte eine Tochter und zwei Söhne, die Güter des Vaters erbte der älteste Sohn Stanislaus (* 1866; † 1936), Päpstlicher Geheimer Kämmerer war.
Von 1871 bis 1881 war er Mitglied im Posener Provinziallandtag und von 1879 bis 1882 des Preußischen Abgeordnetenhauses. Von 1871 bis 1874 vertrat er den Wahlkreis Bromberg 4 (Inowraclaw – Mogilno) und von 1877 bis 1884 den Wahlkreis Posen-Stadt im Deutschen Reichstag für die Polnische Fraktion.
1882 saß Turno im Vorstand einer Lebensversicherungs-Bank auf Gegenseitigkeit, namens Vesta. 1888 war er als Gutsherr Inhaber einer Branntwein-Brennerei mit Kontingent.